# Stenodera anatolica
Stenodera anatolica là một loài bọ cánh cứng trong họ Meloidae. Loài này được Frivaldszky miêu tả khoa học năm 1884.